# Krig og fred (Shu-bi-dua)
 For alternative betydninger, se Krig og fred (flertydig). (Se også artikler, som begynder med Krig og fred)
"Krig og fred" er en sang af den danske gruppe Shu-bi-dua og er fra deres syvende album, Shu-bi-dua 7. Teksten handler om en bankfunktionær, "Madsen", der får nok af sin daglige tilværelse som lønmodtager og stjæler alle pengene fra kassen for at forlade "konen" og drømme om "Krig og fred, kærlighed, kokosnødder og kildevand – tropesol, liggestol, lumumba i det varme sand". Sangtitlen er en reference til den russiske forfatter Lev Tolstojs berømte roman Krig og fred, der blev udgivet i 1869. I sangen bliver romanen et symbol på de storladne følelser, som Madsen savner i sin dagligdag. Melodien er Shu-bi-duas egen og musikgenren er rock.

## Udgivelse og video
"Krig og fred" udkom sammen med resten af 7'eren i december 1980, og bandet optrådte med nummeret i et enkelt afsnit af Poul & Nulles tv-julekalender Jul og grønne skove (20. december). Der blev også lavet en musikvideo til sangen, optaget i København og på den dansk-vestindiske ø St. Thomas.
"Krig og fred" regnes blandt Shu-bi-duas allerstørste hits og har været spillet adskillige gange af bandet ved koncerter gennem årene.

## Medvirkende
- Michael Bundesen: Sang
- Michael Hardinger: Guitar, kor
- Claus Asmussen: Guitar, kor
- Kim Daugaard: Bas, kor
- Jens Tage Nielsen: Klaver, el-orgel, kor
- Bosse Hall Christensen: trommer